# 切拉曼主麻清真寺
切拉曼主麻清真寺（英語：Cheraman Juma Mosque）是印度喀拉拉邦特里蘇爾縣的一座清真寺，位於科東格阿爾盧爾的南邊。傳說中該寺興建於公元629年，為印度最古老的清真寺。